# Олдемаркт
Олдемаркт (нід. Oldemarkt) — село в нідерландській провінції Оверейсел. Входить до муніципалітету Стенвейкерланд.
Його площа становить 9,88 км², а населення станом на 2021 рік складало 2 550 осіб.
Перша згадка про населений пункт датується 1336 роком.
До 1973 року мало статус окремого муніципалітету.

## Галерея

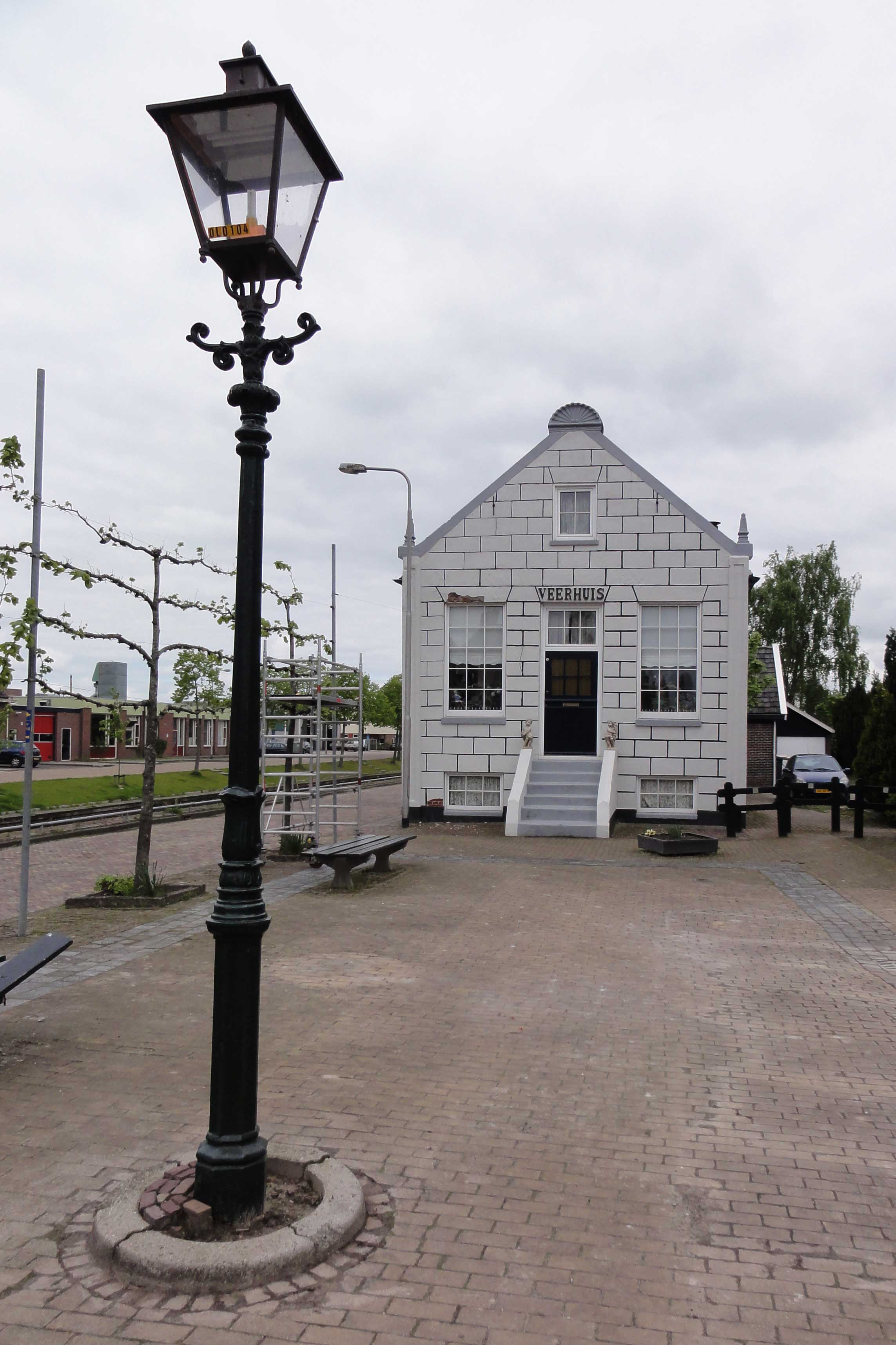
Будівля паромної переправи
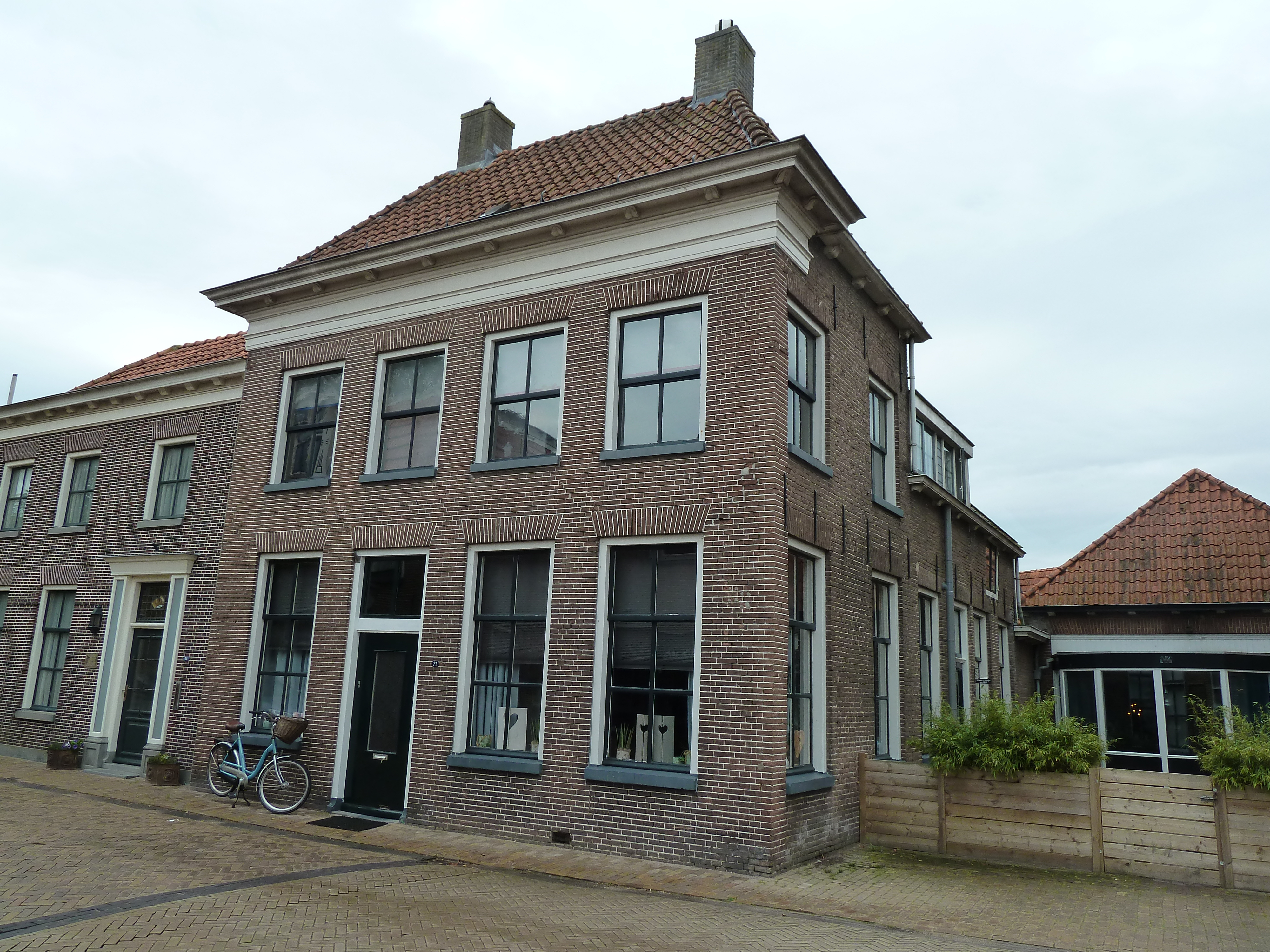
Магазин у житловому будинку
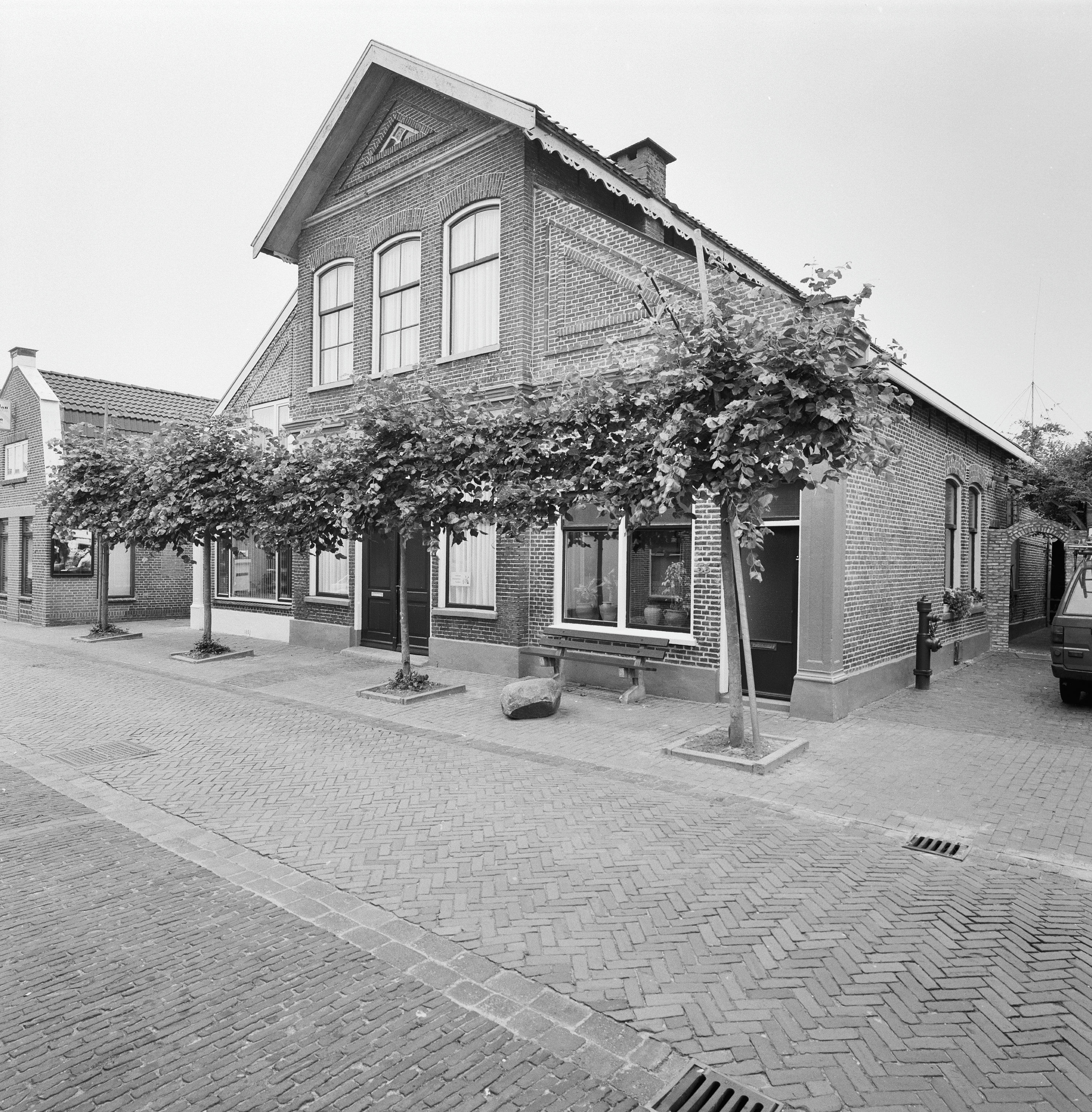
Будівля колишньої школи
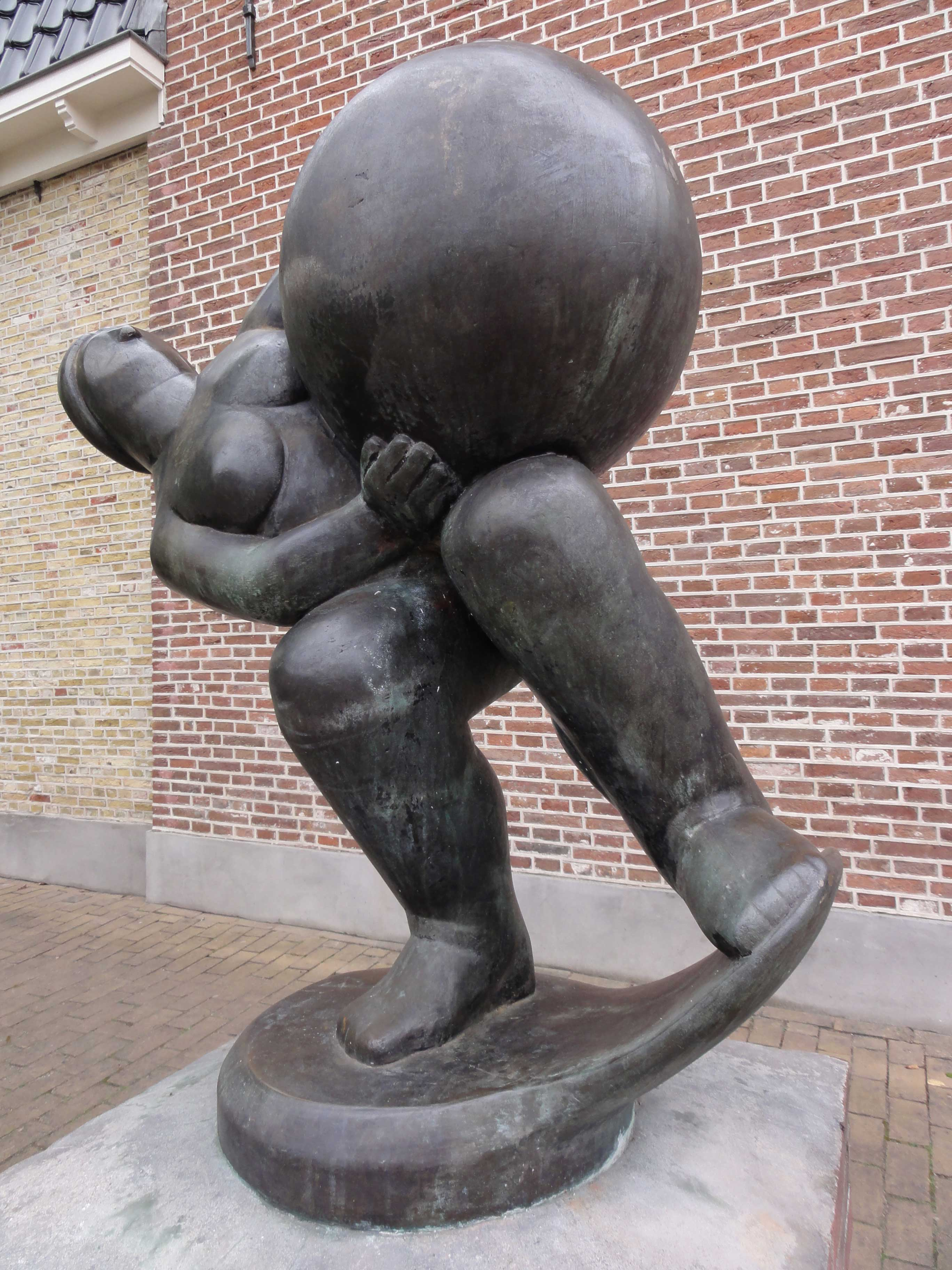
Скульптура у селі